# Slivna, Litija
Slivna este o localitate din comuna Litija, Slovenia, cu o populație de 136 de locuitori.